# アンキ・リデン
アンキ・リデン（Anki Lidén 1947年4月5日 - ）は、スウェーデンの女優。子にDJのアヴィーチー(2018年没)がいる。

## 人物
スウェーデンのテートオートであるMölltorpで誕生する。小さな町スカラで演技を学び、都市マルメの演劇学校に通う。中部のウプサラ県の県都ウプサラで舞台デビューを果たす。1970年代後半から映画やテレビに出演し始める。ラッセ・ハルストレム監督による1979年のコメディ映画『僕は子持ち』に主演する。また、1985年に公開された同監督の映画『マイライフ・アズ・ア・ドッグ』で若いイングマルの母親を演じる。作家Johanna Thydellの同名小説を原作とする2009年の映画『I taket lyser stjärnorna』でスウェーデン最高の映画賞グルドバッゲ賞助演女優賞を受賞する。

## 映画
邦題のみ列挙
- 僕は子持ち Jag är med barn (1979)
- マイライフ・アズ・ア・ドッグ Mitt liv som hund (1985)
- アウト・オン・ア・リム 自分探しの旅 Out on a Limb (1987)
- 友達　Friends (1988)